# Liste de sujets portant le nom d'Archimède
Les sujets énumérés ci-dessous portent le nom du savant Archimède de Syracuse (vers 287 av. J.-C. - vers 212 av. J.-C.) . 

## Concepts mathématiques
- Axiome d'Archimède (fondements de la géométrie)
- Constante d'Archimède (Pi)
- Structure archimédienne (algèbre)
- Polyèdre archimédien
- Pavage archimédien
- Spirale d'Archimède (courbe)
- Cercles jumeaux d'Archimède
- Formule de Héron-Archimède (triangle)
- Volume du cylindre et de la sphère par Archimède
- Problème des bœufs d'Archimède
- Copule archimédienne (probabilités)

## Concepts physiques
- Poussée d'Archimède
- Paradoxe d'Archimède (hydrostatique)
- Nombre d'Archimède (mécanique des fluides)

## Technologie

### Objets inventés par Archimède
- Vis d'Archimède
- Griffe d'Archimède (arme)
- Ellipsographe d'Archimède

### Objet nommé en référence à Archimède
- Pont d'Archimède

### Matériel informatique et logiciels
- Acorn Archimedes
- GNU Archimedes

## Astronomie
- 3600 Archimède (planète mineure)
- Archimedes (cratère lunaire)
- Montes Archimedes (montagnes lunaires)

## Œuvre écrite d'Archimède
- Palimpseste d'Archimède

## Divers
- Loculus d'Archimède (puzzle)
- Arkhimedes, revue scientifique de mathématiques et physique
- Le Petit Archimède, ancienne revue mathématique à l'adresse des jeunes

- Serment d'Archimède, prêté par certains ingénieurs
- Archimède, bathyscaphe français capable de plonger à 11 000 mètres de profondeur
- Classe Archimede, classe de sous-marin des années 1930 de la Regia Marina (marine italienne)
- Archimede, sous-marin italien lancée en 1933 et transférée à la marine espagnole en 1937
- Archimede, sous-marin italien de la classe Brin, en service dans la Regia Marina lancé en 1939 et ayant servi pendant la Seconde Guerre mondiale.

- Archimède, émission scientifique de télévision (1994-2003)
- Archimède, concours commun aux grandes écoles scientifiques CPGE